# Сталінська реконструкція Москви
Сталінська реконструкція Москви — великомасштабна перебудова Москви, яка була задумана і частково здійснена в 1930-і та 1940-ві роки. У 1935 році уряд Москви затвердив постанову «Про генеральний план реконструкції міста Москви». Генплан був розроблений під керівництвом архітекторів Володимира Семенова та Сергія Чернишова та передбачав створення нових широких транспортних магістралей і розширення наявних, зведення мостів, будівництво метрополітену, обводнення й озеленення Москви.

## Передісторія
У Москві з 1912 року при міській Думі існувала Комісія по зовнішньому упорядковуванню міста. Ініціатором її створення і першим головою був гласний Думи Микола Цуценят, а прикладом організації послужили аналогічні комісії в Берліні, Відні, Римі. Її завданням було упорядкування міста в сенсі його зовнішнього вигляду — від розбивки парків і прикраси фасадів і вулиць до мощення мостових та організації міських громадських вбиралень. У Щенкова було власне бачення міста: «Москва повинна прийняти європейський вигляд. Історичні пам'ятники та будівлі, звичайно, залишаться, але теперішній азійський характер міста — всі ці криві вулички, неправильне планування будівель і дивну забарвлення будинків — необхідно знищити... Скоро Москва стане цілком європейським містом. У 1914 році буде всюди проведено електрику, бульвари перероблені на закордонний зразок, висаджена більша кількість дерев, на потворних площах, до прикладу Кудринській, влаштовані чудові фонтани; мостові будуть оновлені».

План Москви 1917 року

У Москві початку XX століття почався будівельний бум, який тривав до початку Першої світової війни. 8 січня 1913 року в газеті «Голос Москви» під заголовком «Москва, втрачає свій вигляд» з'явилися роздуми відомих архітекторів і художників про майбутнє історії міста. До того року три чверті будинків, що будувалися в Москві становили одне - і двоповерхові дерев'яні та напівдерев'яні (низ — цегляний, верх — дерев'яний) будинки сільського типу. Розвиток промисловості викликав бурхливий приріст міського населення. Тільки за 1918-1924 роки в Москві з околичних районів у особняки й прибуткові будинки центральних районів були переселені 500 тисяч робітників і членів їх сімей. Потреба населення у будівництві жител і культурно-побутових будівель була загострена. У цих умовах проблеми містобудування набували величезне практичне значення.
Відразу після Жовтневої революції були створені проекти міст майбутнього, винесені пропозиції щодо реконструкції Петрограду і Москви. Цими розробками займалася проектна майстерня під керівництвом Олексія Щусєва та Івана Жолтовського. Змінилося призначення ряду будівель, наприклад експропрійованих палаців царської сім’ї та знаті. Почали будуватися нові типи громадських будівель — робочі клуби, такі як московський Палац культури Пролетарського району, зведений в 1931-1937 роках. З початку 1920-х років до середини 1930-х поступово змінюється стильова спрямованість радянської архітектури. Простоту та еклектику архітектурних форм 1920-х потрібно було замінити відображенням перемоги соціалізму. Тому радянська архітектура передвоєнного часу характеризується монументалізацією і парадною показністю.

### «Місто майбутнього» Сакуліна
Перші плани перетворення Москви з'явилися вже на початку XX століття. Один з них — «Місто майбутнього» — склав у 1918 році професор Борис Сакулин. Це був план районного планування території, прилеглої до Москви. План втілював ідею групового розселення, передбачав розвиток великого економічного району, центром якого була Москва, і був одним з перших прикладів районного планування, що визначає зону економічного впливу столиці. За цим планом губернії, що примикають до Москви  в радіусі близько 200 км були розділені на три кільця розселення. Москва і перші два кільця становили Велику Москву, серед кілець розміщувався «зелений пояс». В цьому поясі повинні були розташуватися такі міста, як Звенигород, Наро-Фомінськ, Подольськ, Бронниці, Люберці, які поєднали б один з одним кільцевими електрифікованими залізницями, а з центром — радіальними магістралями. Перше кільце окружної залізниці економічного району об'єднувало 13 міст, серед яких Дмитрів, Волоколамськ, Можайськ, Серпухов, Коломна, Кашира, Александров та інші. Друге кільце проходив через міста Ржев, Калуга, Тула, Рязань, Володимир, Ярославль та інші, також з'єднуючи 13 міст. Однак проект був нездійсненний, оскільки передбачав перебудову життя на дуже великій території, порівнянної з невеликою державою.

### «Нова Москва» Щусєва та Жолтовського

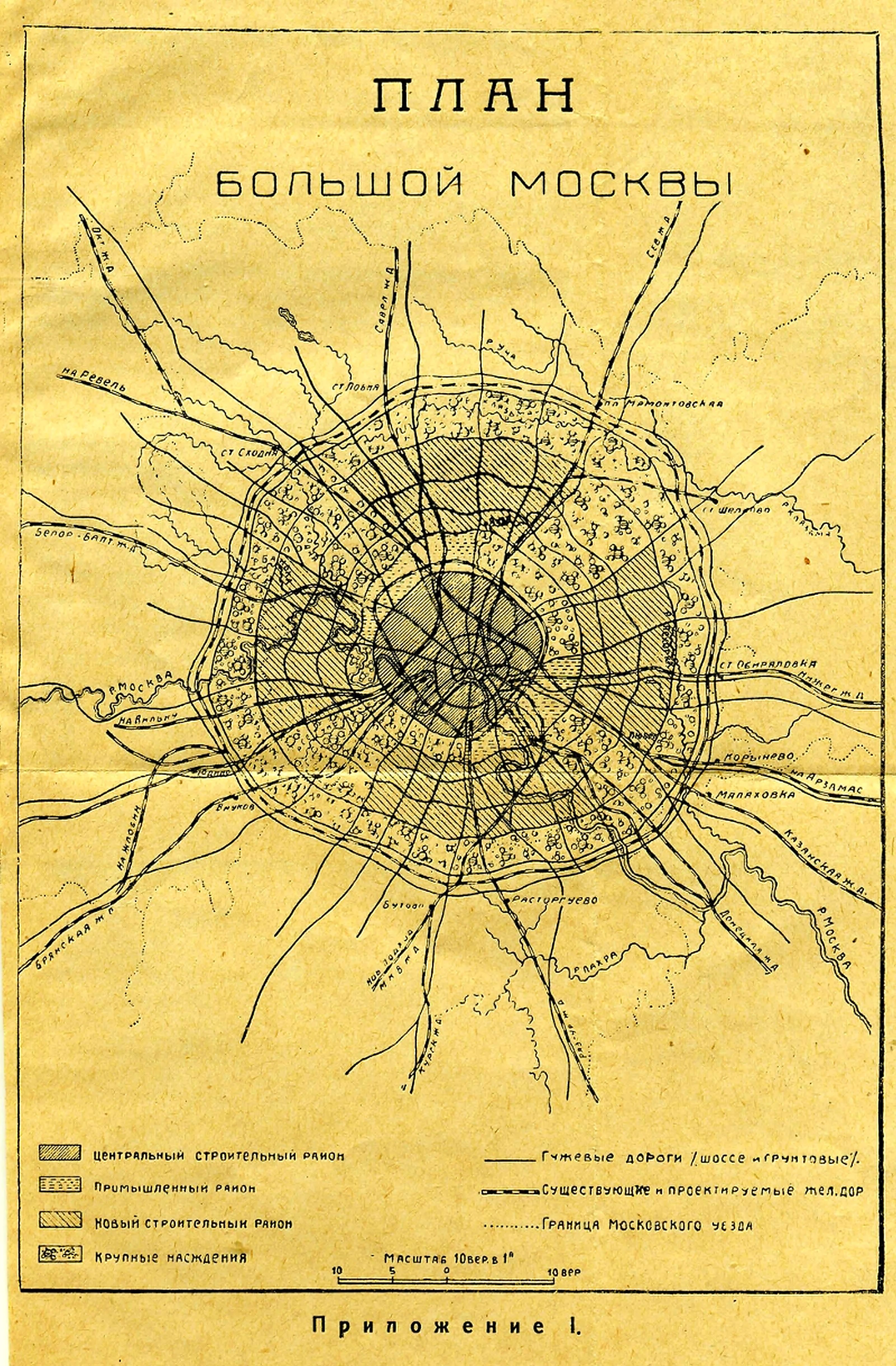
«Великий План Москви». Додаток I до книги Сергія Шестакова «Велика Москва»

У 1909 році з'явилося товариство «Стара Москва». Одним з напрямів його діяльності було створення генерального плану столиці під назвою «Нова Москва» з метою виявлення історичного планування Москви й розвитку її у відповідності з сучасними потребами. Розробка плану велася з 1918 року у спеціально організованій архітектурній майстерні Моссради під керівництвом Олексія Щусєва та Івана Жолтовського. Робота над проектом тривала і після революції. План за підписом Щусєва був опублікований в 1923 році. Згідно з планом, ядром столиці ставало «Золоте місто» — об'єднані Кремль і Китай-місто; його оточували п'ять поясів: в кільці бульварів «Біле місто», в кільці Садових «Земляне місто», а також «Червоне місто», пояс міст-садів і зелений пояс. «Червоне місто» планувалося розташувати в Новому парковому кільці, куди входили Ходинське поле, Сокільники, Лужники, а пояс міст-садів був прив'язаний до станцій кільцевої та радіальної залізниць. За задумом Щусєва повинні були створюватися нові наскрізні кільця з новими мостами через Москва-ріку, не порушуючи при цьому докорінно стару систему планування Москви. Завдяки Щусеву в місті від центру до периферії з'явилися так звані зелені клини, створюючи екологічний каркас столиці.

### «Велика Москва» Шестакова
Проект був розроблений у 1921-1925 роках Сергієм Шестаковим, який з 1910 року обіймав посаду головного інженера з упорядковування Москви. У плані Шестакова знайшли відображення ідеї Сакулина і Щусєва. Він ґрунтувався на історично сформованій радіально-кільцевій структурі міста, загальна територія якого на той момент повинна була збільшитися до 200 тис. га (територія Москви в 1912 році становила 17,7 тис. га). Історичне ядро міста було оточено системою трьох кілець. Було передбачено комплексний розвиток цілого економічного району з урахуванням тяжіння міст до столиці: Звенигород, Подольськ, Домодєдово та інші, що знаходяться на відстані 40-80 км, становили перше кільце. Друге кільце утворювали Волоколамськ, Можайськ, Серпухов та інші на відстані 90-120 км План зберігав поділ міста на центр і периферію. Згідно з проектом, у «Великій Москві» повинно було бути п'ять зон: Центральна міська, Парково-Промислова, Садова, Лісова огороджувальна і Залізнична. Проте влада у 1929 році від плану реалізації відмовилися, а сам Шестаков був репресований.

## Підготовчі заходи

### Пропозиції архітекторів

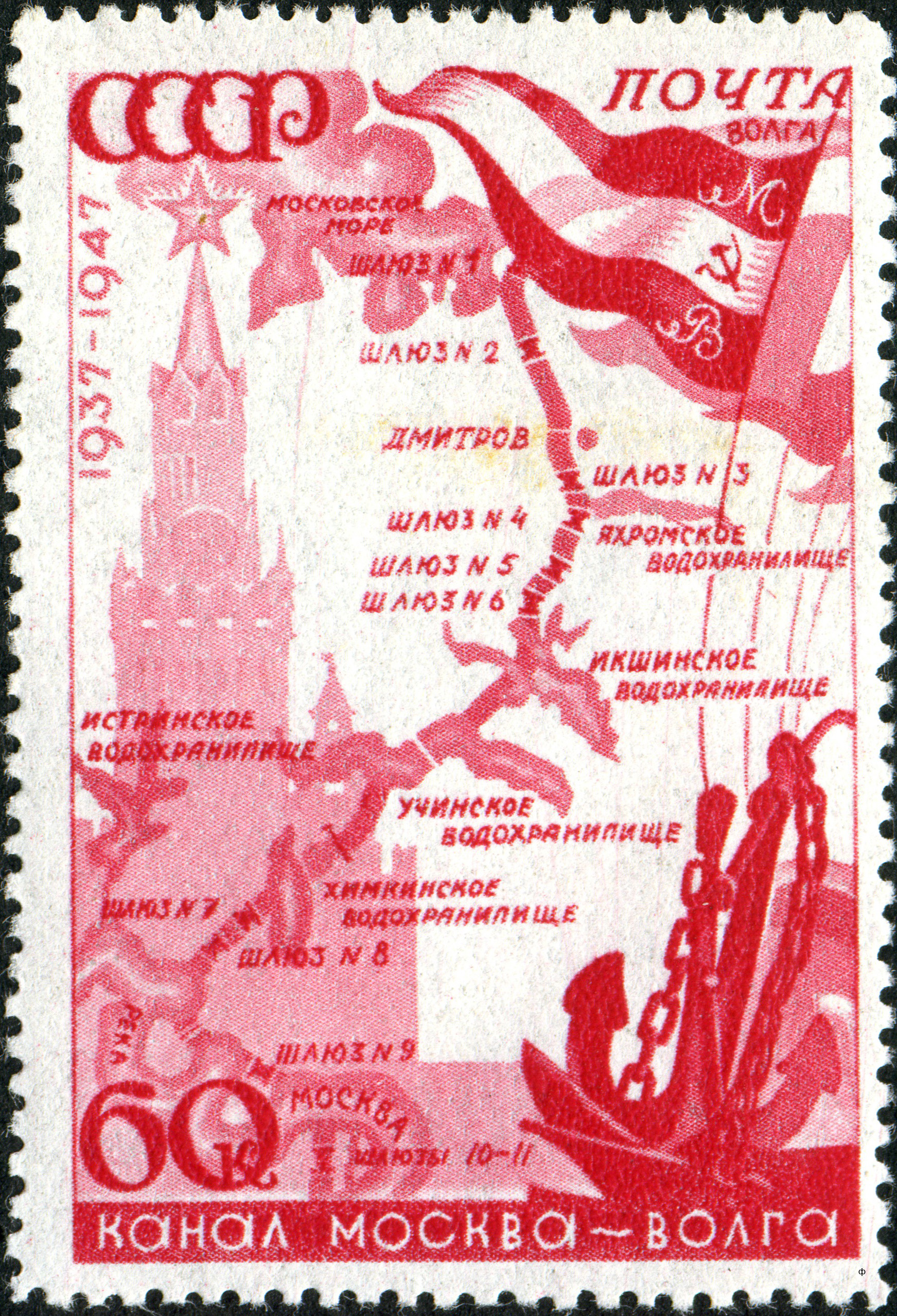
Радянська поштова марка з зображенням каналу Москва-Волга

Наприкінці 1920-х років радянський уряд став задумуватися про долю Москви як столиці першої в світі соціалістичної держави, і вона повинна була відповідати своєму статусу. Кінець 1920-х-початок 1930-х років — час бурхливих дискусій про принципи соціалістичного розселення, типи житла, шляхи розвитку майбутньої Москви, про майбутнє радянського народу. В цілому це був конфлікт «урбаністів» і «дезурбаністів». Перші відстоювали розвиток міста у висоту, в них на чолі був економіст і соціолог, автор концепцій «генерального плану побудови соціалізму в СРСР» 1929 року і «соціалістичного міста» 1930-го Леонід Сабсович. А другі були прихильниками розвитку міста в ширину і малоповерхового будівництва, їх головна персона — соціолог, економіст і містобудівник Михайло Охитович. «Урбаністи» наполягали на перетворенні всіх населених пунктів країни за 10-15 років у «соціалістичні міста» з населенням 50-80 тисяч чоловік, сполучені транспортними шляхами високого класу. «Дезурбаністи» брали за основу створення мережі транспортних магістралей, уздовж яких здійснюється розселення у вигляді індивідуальних будинків полегшеної конструкції. Проблеми зв'язку й обслуговування повинні були вирішуватися за допомогою особистого автомобіля. Утопічність дезурбаністичних концепцій була різко розкритикована під час широкої дискусії 1929-1930 років, внаслідок чого в 1931 році Радянський Союз пережив нетривалий період урбаністичних експериментів.
У 1932 році Моссрадою був організований закритий конкурс на ідею генерального плану Москви. У конкурсі брали участь найбільші функціоналісти з усього світу — Ле Корбюзьє, Ханнес Майєр, Ернст Май, Микола Ладовський.

### Проекти Красіна, Мая і Майєрів
Конкурс відбили різні творчі погляди та напрямки пошуків у галузі містобудування. Так, у проекті інженера Германа Борисовича Красіна планування Москви пропонувалася у вигляді зіркоподібної структури з щільно забудованих центром, селищною забудовою вздовж радіальних магістралей, між якими пролягали зелені насадження, що йдуть з Підмосков'я до центру. Німецькі архітектори Ернст Май і Ханнес Майєр пропонували залишити радіально-кільцеве планування та історичний центр міста, в якому зосереджувалося культурне та адміністративно-політичне життя. Розвивати промисловість планувалося на південному сході. Міста-супутники з'єднувалися з центром і промисловими районами електричною залізницею.
Архітектор-раціоналіст Ернст Май, бувши прихильником ідеї дезурбанізації, вважав, що «Москва в такому вигляді, як зараз, здатна раціонально обслужити не більше 1 мільйона жителів». А оскільки реальна чисельність населення на той момент перевищувала 3 мільйони чоловік, місто необхідно скоротити та розселити. За пропозицією архітектора, потрібно було залишити в наявних межах міста адміністративно-діловий центр, а навколо міста створити так звані драбанти — міста-супутники з малоповерховою забудовою, де люди жили б в одно - і двоповерхових будинках з присадибними ділянками, між якими розташовувалися зелені та сільськогосподарські зони. В цілому такий проект розвитку був досить типовий для європейських міст. Як вважав Май, «при системі драбантів кільцева схема планування старого міста не таїть в собі ніяких вад». Стара Москва як місто переставала існувати й перетворювалася лише в адміністративно-діловий центр.

### Прямокутна сітка Ле Корбюзьє

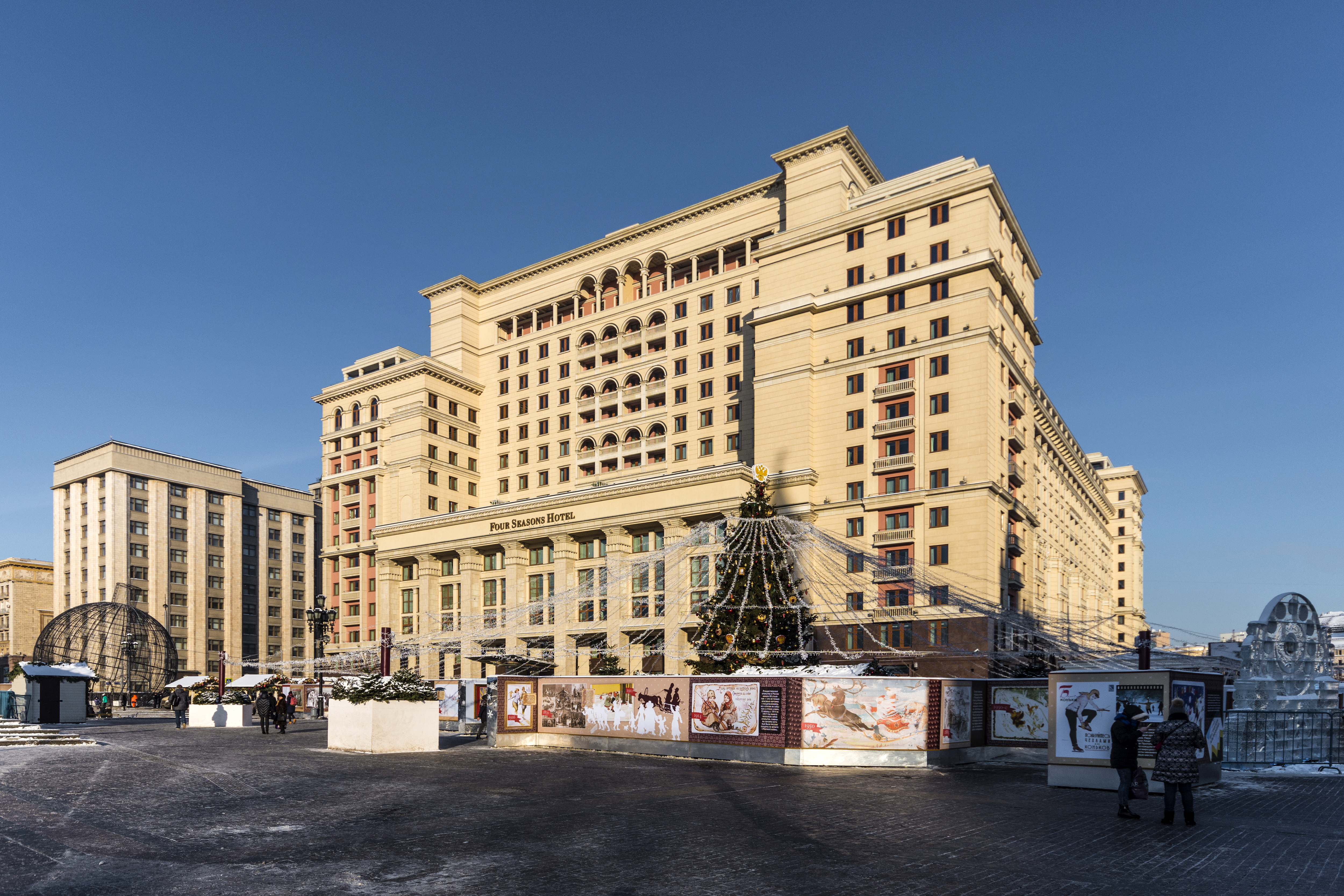
Готель «Москва». 2016 рік

Франко-швейцарський архітектор, класик архітектурного авангарду Ле Корбюз'є вважав, що середньовічна радіально-кільцева структура плану не здатна вмістити новий зміст міста, що зростає. Він висловлював ідею фактично побудувати на місці Москви нове місто, залишивши тільки найвизначніші пам'ятки російської архітектури, такі як Кремль і Китай-місто. Архітектор був категоричний: «Немає можливості мріяти про поєднання міста минулого із сьогоденням або з майбутнім; а в СРСР більше, ніж де-небудь. В Москві, крім кількох дорогоцінних пам'яток давньої архітектури, ще немає твердих основ; вона вся наповнена безладно і без певної мети. У Москві все потрібно переробити, попередньо зруйнувавши». Ле Корбюзьє пропонував прямокутну сітку вулиць замість традиційної радіально-кільцевої структури, а територію столиці, на його думку, необхідно було скоротити за рахунок поверховості будівель, оточивши їх зеленою зоною. Територія повинна бути поділена на зони: на півночі розташовувався б новий політичний центр міста, південніше — чотири великих житлових району, потім — історичний центр, на південь від якого залишилася б промзона.

### Парабола Миколи Ладовского
Раціональний архітектор Микола Ладовський вважав, що Москва сотні років була радіально-кільцевим містом-фортецею і не мала громадських просторів та будівель, що необхідні для столиці. За Ладовским, при традиційному розвитку кільця міста будуть рости одне за рахунок іншого, що не може не призвести до конфлікту. Він запропонував проект, в якому вперше була реалізована ідея динамічного міста. План архітектора припускав розірвати радіально-кільцеву систему планування Москви, розімкнув одне з кілець, і дав місту можливість динамічного розвитку в заданому напрямку, а саме в північно-західному вздовж вулиці Горького, Ленінградського шосе і далі. Місто повинно було розвиватися вздовж цієї осі, а паралельно йому слідували б зони промисловості та сільського господарства. Москва повинна була прийняти форму параболи, чи комети, з історичним центром міста як ядра, а віссю повинна була служити Тверська вулиця: «Центр міста набуває форму віяла». Згодом Москва, розвиваючись у північно-західному напрямку, могла злитися з Ленінградом.
Така ідея побудови міста, висунута Ладовским ще в 1929 році, передбачив закордонні пропозиції 1950-1960-х років. У Генеральному плані Москви 1971 року виявляється та ж ідея розриву радіально-кільцевої системи в південно-західному напрямку. Однак проект Ладовского реалізований не був сталінський генплан закріпив кільцеву структуру, що вже склалася..

### Проект Лева Ільїна
Проект реконструкції Москви був запропонований Левом Ільїним в 1936 році, вже після реалізації Генерального плану. Він суттєво відрізнявся від попередніх спроб вирішення проблеми нового центру столиці. У цьому проекті вперше була зроблена спроба вирішення питання реконструкції центру міста не через проектування окремих будівель — Палацу Рад або будівлі Наркомату важкої промисловості, — а через проектування пов'язаних між собою ансамблів-комплексів.

## Генеральний план

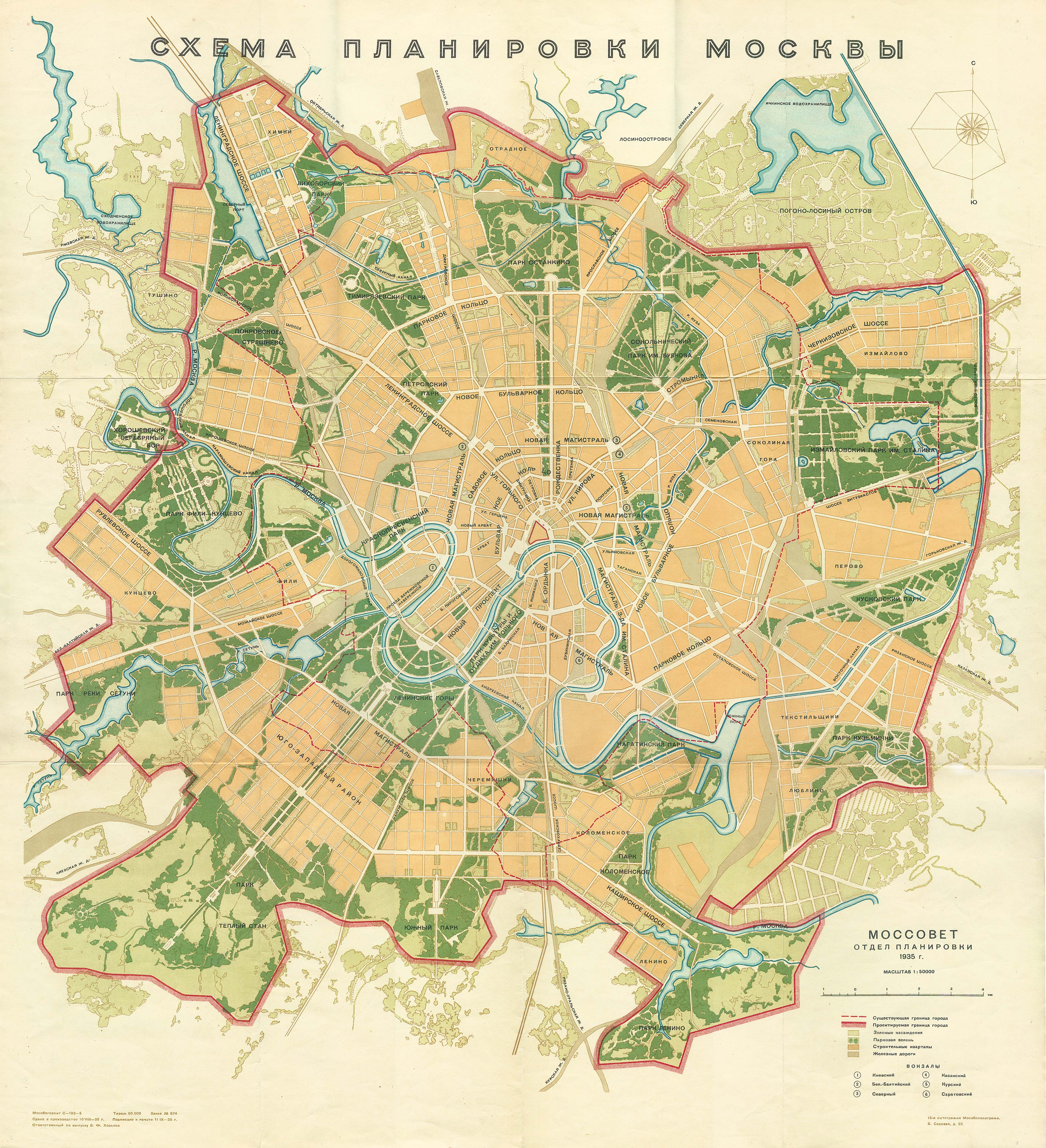
Генеральний план реконструкції Москви 1935 року

Жоден з конкурсних проектів, озвучених раніше, не був визнаний достатньо переконливим, щоб стати основою майбутнього реального плану перетворення Москви. Тому в 1933 році для розробки такого плану були створені проектні майстерні Моссради. Питаннями реконструкції центру столиці в 1933-1935 роках почала займатися планувальна майстерня № 2 Моссовета, одним з керівників якої був ленінградський архітектор Володимир Щуко.
У 1935 році Йосип Сталін і В'ячеслав Молотов затвердили постанову «Про генеральний план реконструкції міста Москви». До моменту затвердження генплану згідно з ним вже велися масштабні містобудівні роботи: в 1935 році завершили першу чергу метрополітену і розгорнулися проектні та будівельні роботи по спорудженню каналу імені Москви.
Передбачалося, що новий генеральний план, розроблений Володимиром Семеновим і Сергієм Чернишовим, буде втілено в життя за десятиліття. Пріоритетним напрямком визнавалося будівництво Московського метрополітену, який отримав ім'я Кагановича. Аж до Великої Вітчизняної війни роботи по здійсненню Генерального плану йшли безперервно, з наростанням обсягів усіх видів будівництва.
Велике значення надавалося також обводненню Москви. В 1937 році було завершено будівництво каналу Москва-Волга (нинішнього каналу ім. Москви), що став як водопостачальної, так і судноплавною магістраллю. Особлива увага приділялася будівництву каналів, які повинні були з'єднати столицю з усіма великими річками європейської частини країни. До 1937 році з'явилися нові високі незатоплювані набережні загальною довжиною 52 км, а в період з 1936-го по 1937 рік були реконструйовані три мости, що вже існували  побудовані дев'ять нових.

## Нова Москва
У перші місяці після затвердження постанови «Про генеральний план реконструкції міста Москви» в 1935 році стало ясно, що трудові та матеріальні ресурси не відповідали реалізації «гігантського розмаху московського будівництва». Через відсутність будівельних механізмів і машин, постійних кадрів робітників, інженерів, керівників-господарників встановлені плани виконувати не вдавалося, а витрати на будівництво збільшувалися. ЦК ВКП (б) і РНК СРСР довелося розглянути додатково питання щодо вирішення проблем будівництва «Про поліпшення будівельної справи й про здешевлення будівництва» від 11 лютого 1936 року.  
Так, протягом року з залученням найкращих фахівців готували вибух Храму Христа Спасителя, щоб на його місці побудувати Палац Рад, архітектором якого був Борис Йофан. Майже два роки тисячі робочих розбирали руїни підірваного храму. Ідея будівництва палацу на місці храму Христа Спасителя мала особливе значення: руйнування головної московської церкви-символу перемоги царизму над Наполеоном було важливим кроком у процесі видалення символів минулого. На зміну релігійного символу старої Росії приходить новий символ нової імперії. Палац Рад повинен був стати найвищою будівлею планети, випередивши американський Емпайр-стейт-білдінг.
Будівництво палацу, розпочате лише в 1937 році, так і не завершилося — почалася війна. До 1939 році закінчилося будівництво фундаменту висотної частини, головного входу та сторони, зверненої до Волхонки. Однак палі фундаменту з високоміцної сталі розібрали для виготовлення протитанкових їжаків. У 1942 році сталеві конструкції будівлі були демонтовані і використані для будівництва мостів на залізниці, створеної для постачання північним вугіллям центральних районів. Після війни ще якийсь час існувало управління будівництва Палацу Рад, архітектор Борис Йофан продовжував роботу над проектом. І тільки у 1960 році було прийнято рішення припинити подальше проектування палацу. Місце будівництва перенесли на гребінь Ленінських гір, а Палац Рад замінили новою будівлею МДУ, архітектором якого став Лев Руднєв. Роботи над новим будинком велися в дуже стислі терміни, тому в основу ліг проект Йофана, що підкреслювало спадкоємність будівлі МДУ по відношенню до Палацу Рад. На пам'ять про Палац залишилася станція метро «Кропоткінська» (раніше однойменна) роботи майстра Олексія Душкіна, яка спочатку замислювалася як підземний вестибюль палацу.

### Будівлі 1930-х років

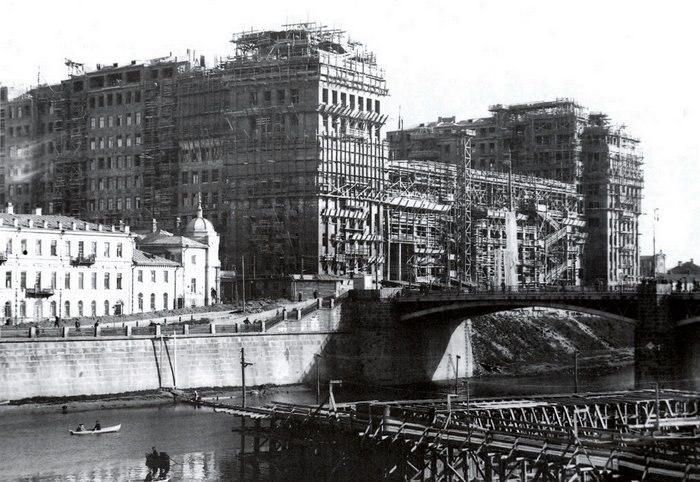
Будівництво Будинку на набережній

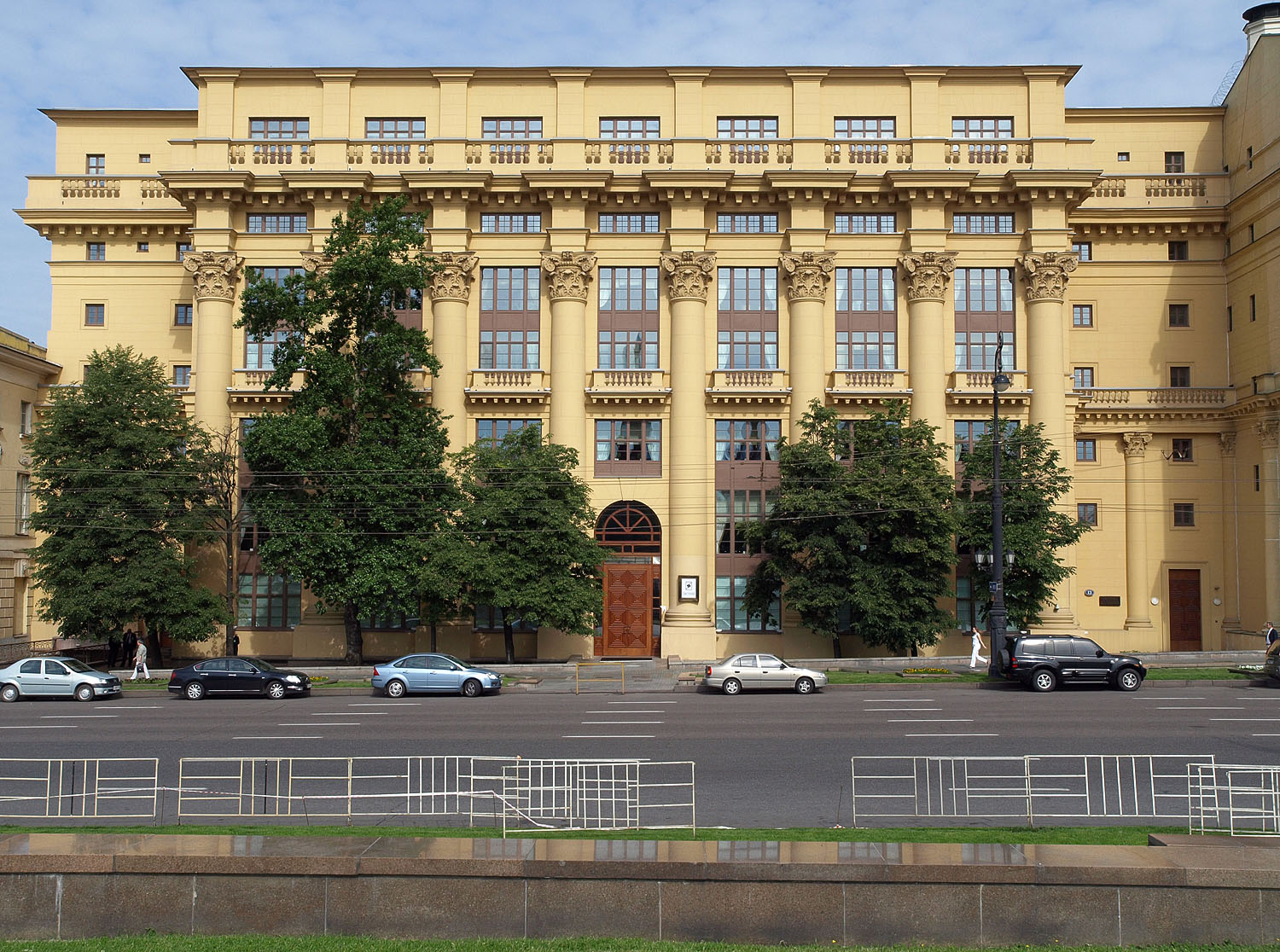
Будинок № 13 на Мохової вулиці. 2008 рік

Реалізація генерального плану розпочалася в районі Манежної площі і вулиці Горького зі створення таких знакових зразків нової архітектури, як житловий будинок № 13 на Мохової вулиці архітектора Івана Жолтовського, будівля Ленінської бібліотеки архітекторів Володимира Гельфрейх і Володимира Щуко, будівля Держплану архітектора Аркадія Лангмана, готель «Москва» архітектора Олексія Щусєва, Дім на набережній, побудований за проектом Бориса Йофана на протилежному боці річки.
Традиціоналізм радянських архітекторів спирався на дореволюційний досвід архітектури. Так будувався будинок № 13 на Мохової в 1934 році, де був використаний один з улюблених декоративних прийомів — колонада. Дизайн будівлі викликав інтерес до нього з боку жителів столиці. Москвичі приходили дивитися «гарний будинок».
Першим готелем, побудованим за радянської влади, була готель «Москва». Вона зводилася з 1933 по 1936 рік. В будівлі простежуються характерні риси від перехідного періоду конструктивізму до сталінського ампіру. Готель прикрашали скульптури, панно, живопис, мозаїка. У 2004 році будівлю було знесено, а до 2013-го на його місці побудували новий.
Будівля Наркомзему побудовано в 1928-1933 роках у стилі пізнього конструктивізму. При будівництві застосовувалися нові технології, нові матеріали і був реалізований авангардний дизайн, що передбачало каркасну систему будівлі. Також в архітектурі будівлі з'явилися округлі елементи.
Житловий будинок № 77 на вулиці Осипенко (нинішній Москві) побудований в 1929 році архітектором П. Яньковским. У 1937-му у зв'язку з реконструкцією Червонохолмского мосту через Москву-ріку було прийнято рішення розділити будинок на дві частини й перенести одну з них, довжина якої складала 86 м, а вага — 9 тис. т, розгорнувши на 19 градусів.
На протилежному боці річки в 1931 році за проектом Бориса Йофана був побудований Будинок на набережній. Він створювався спеціально для партійної еліти того часу. Тут проживали відомі вчені, герої громадянської війни, герої Праці, письменники та діячі культури.

## Втрати пам'яток архітектури

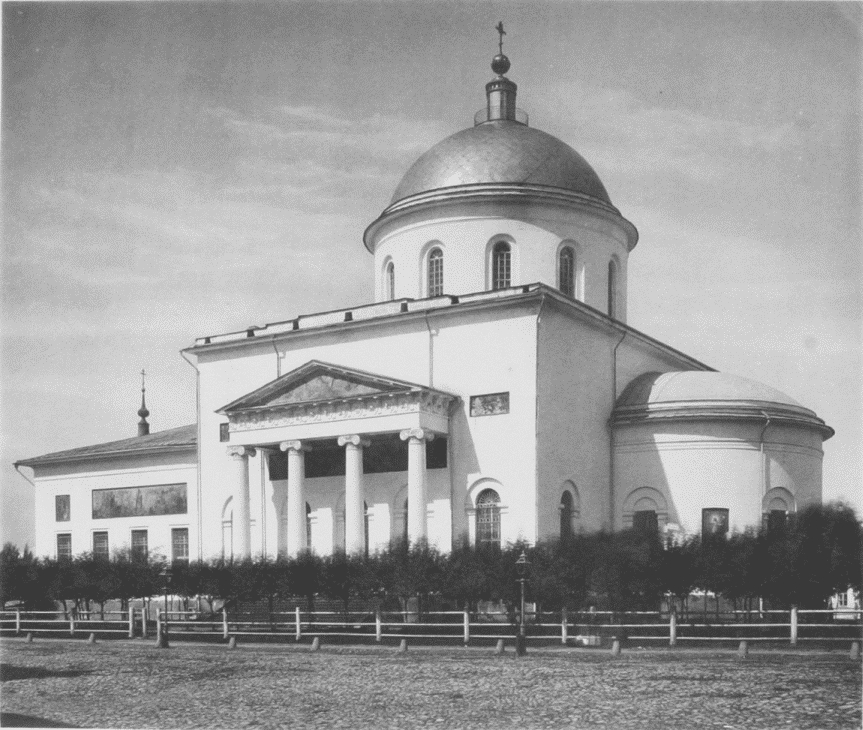
Церква Великого Вознесіння. 1882 рік

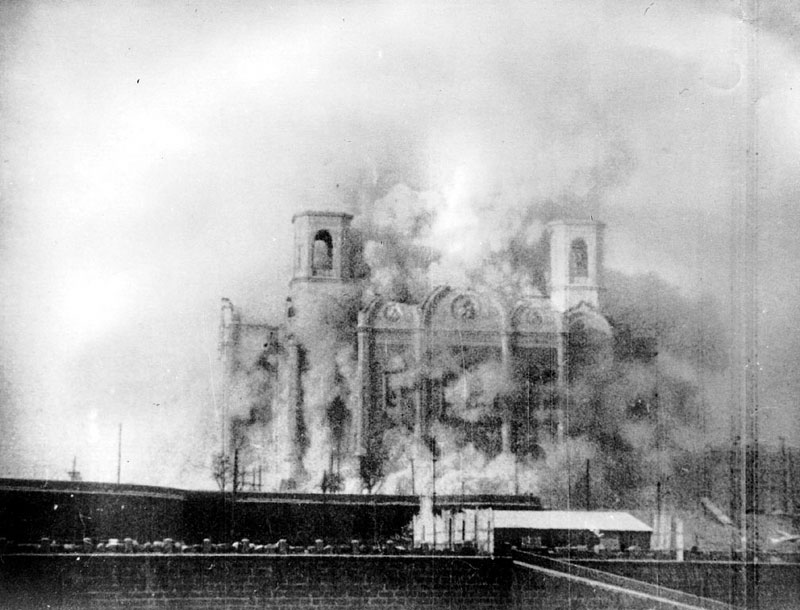
Знищення Храму Христа Спасителя. 1931 рік

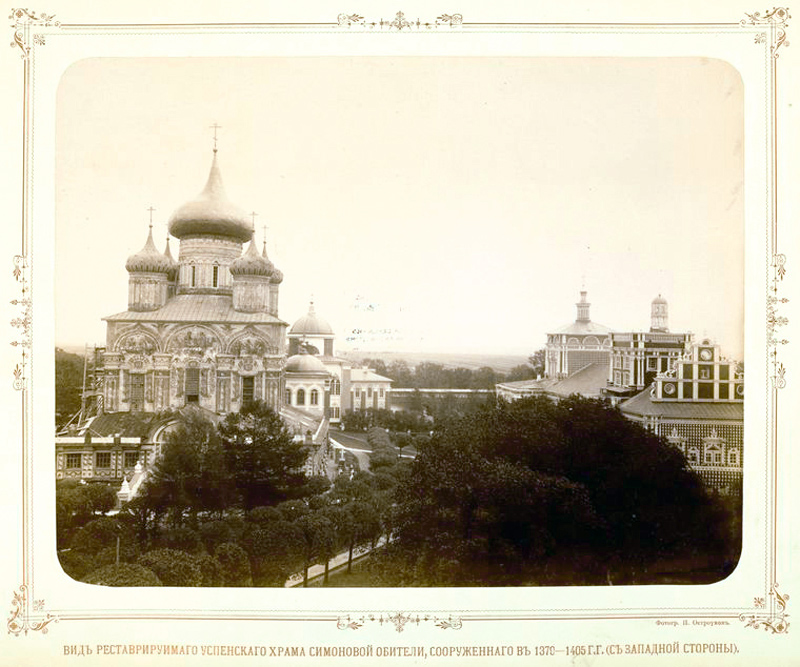
Симонов монастир

Під час реалізації держплану кількість пам'яток московської архітектури, офіційно перебували під державною охороною, помітно скоротилася: у 1928 році їх було 216, в 1932-му — 104, а до 1935 року залишилося тільки 74 будівлі. У 1930-х роках на вулиці Фрунзе була знесена церква Знамення, перша згадка про яку відноситься до 1600 року. До 1925 року вулиця, на якій вона перебувала, була прив’язана до її імені — Знам'янка. 30 серпня була закрита церква Великого Вознесіння, розташована біля Нікітських воріт, в якій за сто років перед цим вінчався Олександр Пушкін. Будівля сильно постраждала (у ньому навіть планувалося відкрити крематорій) однак вціліло і в 1970-ті роки було відреставровано.
За задумом, всі значимі площі міста, включаючи Червону, повинні були збільшитися як мінімум в два рази завдяки знесенню будівель, що знаходяться навколо них. Це додало б більшу значимість будівлям, що зводяться , а також служило би місцем для проведення масштабних масових заходів.
Ширина практично всіх важливих вулиць, проспектів і шосе теж повинна була збільшитися до 30-40 метрів і більше за рахунок знесення і перенесення будівель, що стояли там. Тверська вулиця і Новий Арбат — приклад того, як повинні були б виглядати прямі та широкі центральні вулиці.
Майже всі культові споруди в районі новобудов (по Тверській і Охотного ряду) були знищені, незважаючи на їхню історико-культурну цінність. На вулиці Горького були замінені практично всі фасади. Старовинні будівлі, які вважали за доцільне зберегти (як, наприклад, будівля Мосради і будинок Спілок), надбудовувалися і за допомогою спеціальної технології переносилися на рівень нової червоної лінії. Технологію переносу кам'яних будівель з відривом від фундаменту освоїв інженер Еммануїл Гендель.
Все, що не підлягали перенесенню і могло заважати руху транспорту, зносили. Так були знищені Китайгородська стіна з Иверскими воротами, Сухарева вежа, єдиний у своєму роді пам'ятник XVII століття, в якій розміщувалася перша в Росії математична навігаційна школа, Тріумфальна арка, споруджена Осипом Бове у Білоруського (колишнього Олександрівського) вокзалу в пам'ять про події 1812 року.
У 1930 році при реконструкції Сухаревської площі зник ринок, який існував на цьому місці з 1812 року, а в 1934-му знесли знамениту Сухареву вежу, збудовану за розпорядженням Петра I. На місці вежі встановили дошку пошани колгоспів московської області, яка простояла на площі два роки.
Знищені були та Червоні ворота, що існували в Москві з початку XVIII століття, автором яких є Дмитро Ухтомський. Ця тріумфальна арка, збудована у 1753 році, була знесена разом з неподалік церквою Трьох Святителів через розширення Садового кільця.
В ході сталінської реконструкції у столиці було знищено чимало храмів. Серед них виявилися Храм Христа Спасителя, місце якого було віддано під будівництво Палацу Рад, церква Іоанна Воїна на Убогому будинку, де звели готель «Слов'янка», на місці Пристрасного жіночого монастиря з'явився театр «Росія», пам'ятник Пушкіну і сквер. За деякими свідченнями, та ж доля могла спіткати й храм Василя Блаженного.
Замість Успенського собору і Симонова монастиря побудували Палац культури Зіла. Знищення Симонова монастиря, заснованого в 1370 році, стало однією із найбільших втрат для церкви. З ним пов'язано багато ключові події в історії Росії. Монастир називали «щитом Москви» — він нерідко відображав перший удар ворога, який намагався взяти приступом столицю. Сергій Радонезький любив монастир і часто в ньому зупинявся, на його території знаходилися поховання героїв Куликовської битви.
Крім знищення пам'яток старої Москви, постраждала і московська топоніміка. У 1922-м і 1937 роках по Москві прокотилися дві хвилі перейменувань. Відновлення колишніх назв вулиць і площ, перейменування станцій метрополітену починається з 1990 року. Площа 50-річчя Жовтня знову стала Манежною, проспект Калініна — Новим Арбатом, а проспект Маркса знову розділився на три вулиці: Охотний Ряд, Театральний проїзд і Мохову.
Нова топоніміка була ситуативною і відображала політичну необхідність. Наприклад, 25 листопада 1955 року метрополітен отримав ім'я Володимира Леніна, а станція «Охотний ряд» стала станцією «Імені Кагановича». Через два роки, коли сам Каганович виявився в числі учасників так званої антипартійній групи, станції повернули колишню назву — «Охотний ряд». Назва проіснувала до 30 листопада 1961 року, коли його змінили на «Проспект Маркса». 5 листопада 1990 року станції повернули історичну назву «Охотний ряд».

## Зупинка робіт

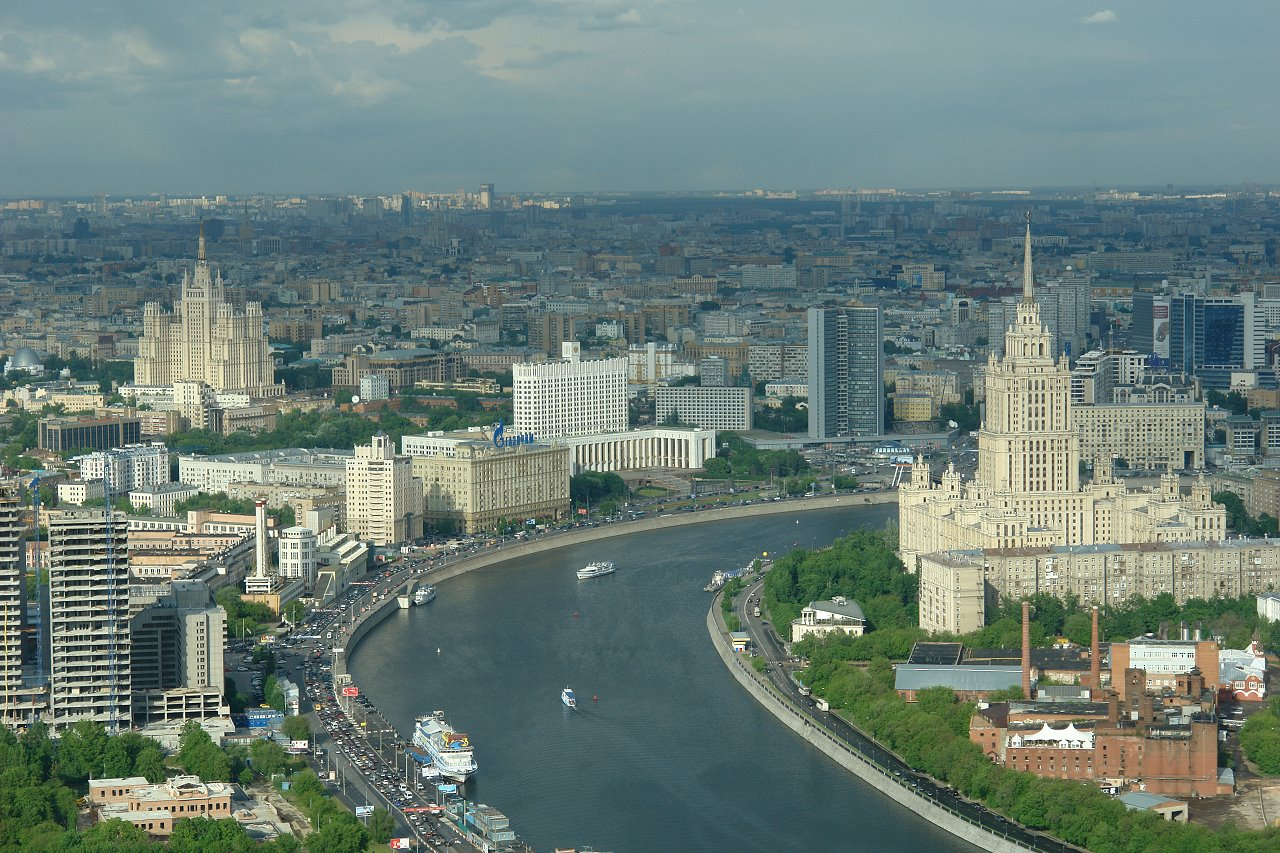
Висотки Москви. 2008 рік

Реалізація грандіозних планів створення Нової Москви була зупинена з початком Великої Вітчизняної війни в 1941 році. У післявоєнний період генеральний план продовжував реалізовуватися зі значними корективами. В панорамі столиці з'явилися нові висотні акценти — так звані сталінські висотки. Всі вісім (побудовані тільки сім) московських висоток були закладені в один і той же день 800-річчя Москви — 7 вересня 1947 року, і в один і той же час — о 13:00 за московським часом.
Ділянки для будівництва були обрані в основному на перетині радіальних магістралей з Садовим кільцем і річкою Москвою. Передбачалося, що висотні будівлі створять комплекс містобудівних домінант, підкреслять радіально-кільцеву структуру міського плану і стануть основою формування нових ансамблів площ міста. Так, наприклад, будівля Московського державного університету найбільш значуще з містоформувальної точки зору, саме тому воно побудоване на Воробйових горах — у найвищому місці Москви.
На зміну сталінського класицизму прийшов сталінський ампір — провідний напрям в архітектурі радянської Росії з 1936 по 1955 роки. Відомий архітектор того часу Натан Остерман писав: «Комунізм... виступає не тільки як громадський порядок, але і як закон природи». Для сталінського ампіру характерно поєднання монументальності з використанням архітектурних ордерів, композицій з скульптур трудящих, спортсменів, військових, а також портиків, барельєфів, колон, панно з мозаїки, державної символіки, гербів. Для оздоблення фасадів та внутрішніх інтер'єрів використовувалися мармур, граніт, бронза. Характерними пам'ятками архітектури того часу є будівля Головного павільйону ВСХВ і станції метрополітену.
Водночас припиняється знесення православних храмів, багато в чому позбавлених своїх розпізнавальних знаків — дзвіниць, пятиглав’я. Це дозволило деяким з них зберегтися до нашого часу. Загальновизнано, що сталінські висотки є вершиною повоєнного радянського ар-деко» в міській архітектурі.

## Підсумки реалізації Генплану
План був реалізований лише частково, однак багато районів міста зазнали істотну перебудову. На відміну від історичного центру, нові райони стали будувати по суворій прямокутній сітці. Підмосков'я з цього періоду розглядається як придаток столиці, де розташовуються найважливіші стратегічні військові бази, склади, сортувальні, споруди комунального обслуговування. Генеральний план передбачав побудувати там будинки відпочинку, піонертабори й дачі.
Також за Генпланом була побудована МКАД, щоб знизити транзитний потік транспорту через столицю. Тоді ж розпланували лінії метро, які повинні були обслуговувати місто, що розростається, і виділили території для будівництва висоток. Нарешті, в Москві визначили промислові території, де згодом з'явилися заводи та фабрики.
Річки та канали розглядалися як ще один шлях повідомлення, тому повинні були прийняти такий же парадний вигляд, як і широкі автомагістралі, що було реалізовано в ході будівництва — з'явилися гранітні набережні Москви-річки.
Архітектурні проекти так званої «сталінської епохи» (1930-1950-ті роки) були визнані найбільш претензійними і приголомшливими у світовій історії.